# 스왈로우 (영화)
《스왈로우》(영어: Swallow)는 2019년 트라이베카 영화제에서 상영한 미국, 프랑스의 드라마, 스릴러 영화이다.

## 줄거리
하위 노동자 계급 출신의 젊은 여성 헌터 콘래드는 최근 부유한 집안의 남자이자 아버지의 맨해튼 기업 CEO 자리를 물려받을 리치 콘래드와 결혼했다. 이로 인해 헌터는 부부의 호화로운 업스테이트 뉴욕 집에 머무를 수 있게 되었다. 그럼에도 불구하고 헌터는 결혼 생활과 가정 생활 모두에서 감정적으로 억압되고 고립되어 있으며, 리치는 그녀에게 냉담하고 배려심이 없다. 예를 들어, 리치의 부모님과 저녁 식사를 하며 젊은 부부의 임신을 축하하는 자리에서 헌터는 이야기를 하려 했지만, 시아버지가 멍하니 리치에게 사업에 대해 묻는 바람에 말을 가로막힌다. 어느 날 혼자 집에 있을 때 헌터는 구슬을 먹고 싶은 충동을 느낀다. 그녀는 그것이 짜릿하다고 느끼고 압정, 금속 조각상, 건전지 등 집안의 다른 먹을 수 없는 물건들을 먹기 시작한다.
정기 초음파 검사 중 초음파 기사는 그녀의 복부에서 이상 징후를 발견한다. 그녀는 장에 갇힌 다양한 물건들을 제거하기 위해 응급 수술을 받는다. 헌터는 개인이 먹을 수 없는 물건을 먹도록 강요하는 심리적 장애인 이식증 진단을 받는다. 리치의 부모님인 캐서린과 마이클은 그녀를 도시의 정신과 의사에게 보내기로 주선한다. 치료 세션 동안 헌터는 물건을 삼키는 이유가 입안에서 느껴지는 질감이 좋아서라고 말한다.
리치는 리치가 일하는 동안 헌터를 감시하기 위해 가족 친구이자 시리아 이민자인 루아이를 고용한다. 헌터는 질식감을 느끼며 처음에는 루아이에게 적대적이었고, 루아이는 그녀의 정신 질환이 그녀의 특권적인 삶에서 비롯된 것이라고 일축한다. 치료 중 그녀는 결국 자신이 친아버지에게서 길러지지 않았고 그를 만난 적도 없지만 그의 이름을 알고 그의 사진을 가지고 있다고 밝힌다. 그녀는 술집에서 만난 낯선 남자에게 어머니가 강간당한 결과로 잉태되었다. 강간범은 그 범죄로 감옥에서 복역했다.
어느 날 오후, 헌터는 리치가 자신의 정신과 의사와 전화 통화하는 것을 우연히 듣고, 리치가 의사에게 뇌물을 주어 헌터의 치료 세션에서 논의된 내용을 말하도록 했다는 것을 깨닫는다. 이것은 헌터를 공황 상태에 빠뜨리고, 그녀는 미니어처 스크루드라이버를 삼킨다. 루아이는 그녀가 심하게 질식하는 것을 발견하고 9-1-1에 전화한다. 스크루드라이버를 제거하기 위한 수술을 받은 후, 마이클과 캐서린은 리치가 이혼하겠다고 위협하며 헌터를 아기를 낳을 때까지 7개월 동안 정신병원에 입원시키기로 주선한다. 헌터에게 마음이 열린 루아이는 그녀가 숲으로 도망치도록 허락하고, 마치 그녀가 탈출한 것처럼 꾸민다.
헌터는 히치하이킹을 하여 모텔로 가서 리치에게 전화하고, 리치는 그녀에게 돌아오라고 애원한다. 그녀는 그를 행복하게 해주기 위해 서둘러 결혼과 임신을 했다고 설명한다. 그녀가 돌아오기를 거부하자 그는 그녀를 꾸짖고 모욕한다. 헌터는 휴대폰을 부수고 나머지 밤을 텔레비전을 보며 밖에서 가져온 흙을 먹으며 보낸다. 다음 날 그녀는 히치하이킹을 하여 친아버지 윌리엄 어윈의 집으로 간다. 윌리엄의 집에서는 그가 가족 및 친구들과 함께 생일을 축하하고 있다. 그와 그의 아내 루시는 헌터를 딸 친구의 부모라고 생각하지만, 그녀는 윌리엄에게 사적으로 자신의 진짜 신분을 밝힌다. 감정적인 대화 중 윌리엄은 헌터의 어머니를 강간한 것에 대한 자신의 수치를 고백한다. 헌터는 그에게 자신을 부끄러워하는지, 그리고 자신이 그와 닮았는지 묻는데, 그는 둘 다 부정한다.
마음을 정리한 헌터는 진료소를 방문하여 낙태를 유도하는 약을 처방받는다. 그녀는 푸드코트에서 점심을 먹으면서 약을 복용하고 공중화장실에서 낙태를 경험한다.

## 출연진

### 주연
- 헤일리 베넷 - 헌터 역
- 오스틴 스토웰 - 리치 역

### 조연
- 데니스 오헤어 - 어윈 역
- 엘리자베스 마벨 - 캐서린 역
- 데이비드 라쉐 - 마이클 역
- 레이스 너클리 - 루이 역
- 로렌 벨레즈 - 루시 역

### 단역
- 재브리너 게바라 - 앨리스 역

## 수상목록
- 제68회 멜버른 국제 영화제 (2019년) 국제영화
- 제30회 싱가포르 국제 영화제 (2019년) 시네마 투데이
- 제18회 트라이베카 필름 페스티벌 (2019년) 수상 최우수 여우주연상 (헤일리 베넷)
- 제23회 판타지아 영화제 (2019년) 수상 슈발누아경쟁 - 각본상, 감독상 (카를로 미라벨라 데이비스)
- 제35회 바르샤바 국제 영화제 (2019년) 특별 상영
- 제60회 데살로니키 국제 영화제 (2019년) 국제경쟁
- 제41회 카이로 국제 영화제 (2019년) 미드나잇 스크리닝
- 제45회 도빌 아메리칸 영화제 (2019년) 수상 특별상 (카를로 미라벨라 데이비스)